# Atari Pong
Atari Pong és una consola creada per Atari en 1975, i la segona videoconsola de la història. Va ser la versió domèstica de l'arcade PONG també llançada per Atari uns anys abans. No portava cartutxos, sinó que tenia solament un joc, el Pong, imitant el tennis de taula de Magnavox Odyssey. No van trigar a fer-se còpies del Pong, inserits en la circuiteria dels televisors o com a jocs per altres consoles. Va aparèixer a l'estiu de 1975 al Consumer Electronics Show (CES).
Després de fer grans inversions intentant transformar una màquina recreativa de monedes en una consola domèstica, van negociar amb Sears. Després d'això, Sears, cadena comercial a Amèrica, va quedar sorpresa amb aquesta consola d'Atari, i va decidir comprar-la, quedant-se així amb els drets del Pong original. Després d'això, Sears va començar a llançar versions llicenciades de Pong que es van conèixer com a Tele-Games sota la marca Sears. En col·laboració amb Sears, el negoci de Nadal havia de fabricar 150.000 consoles. El preu rondava els 100 dòlars.

## Models

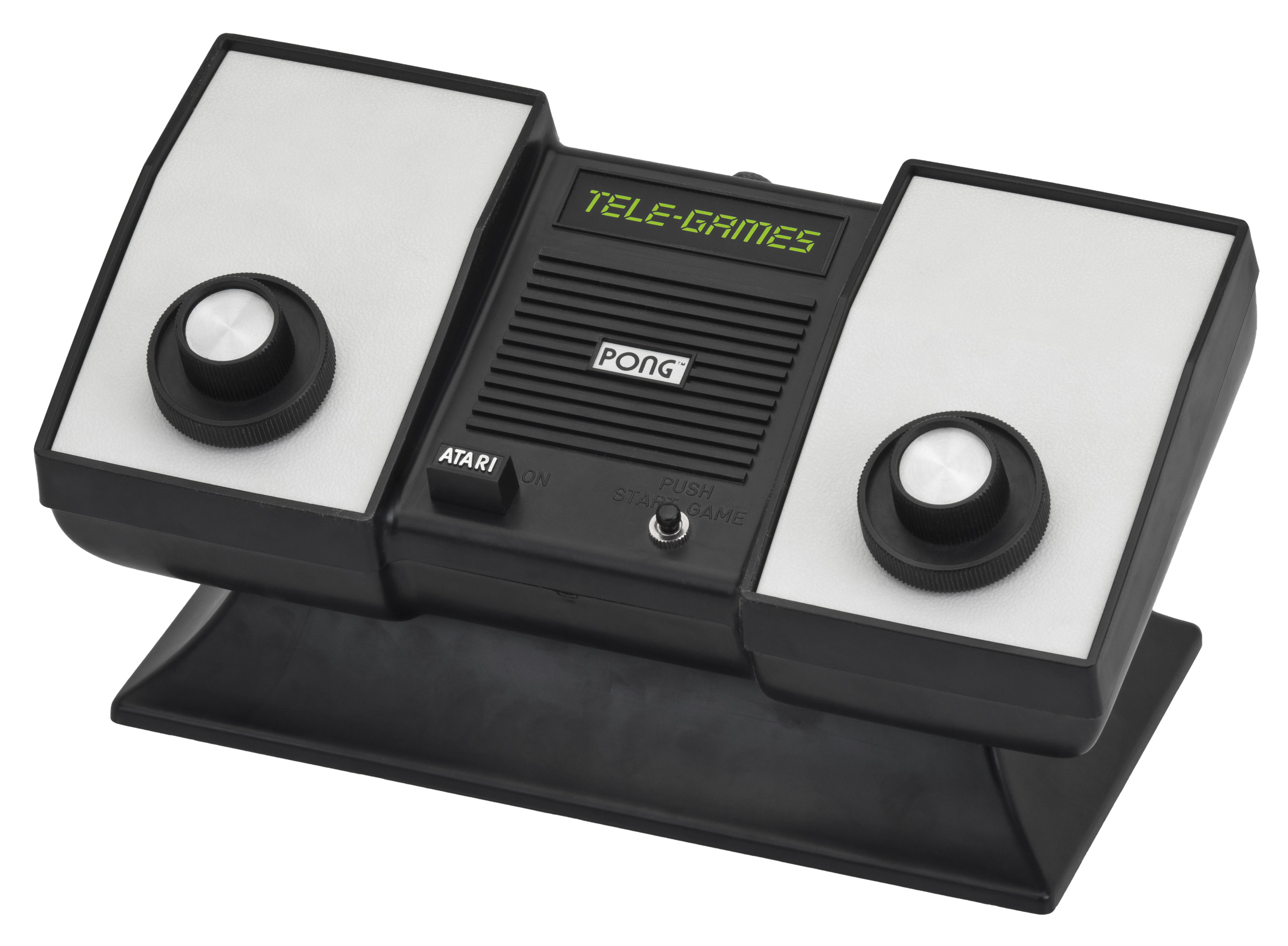
Tele-Games Pong

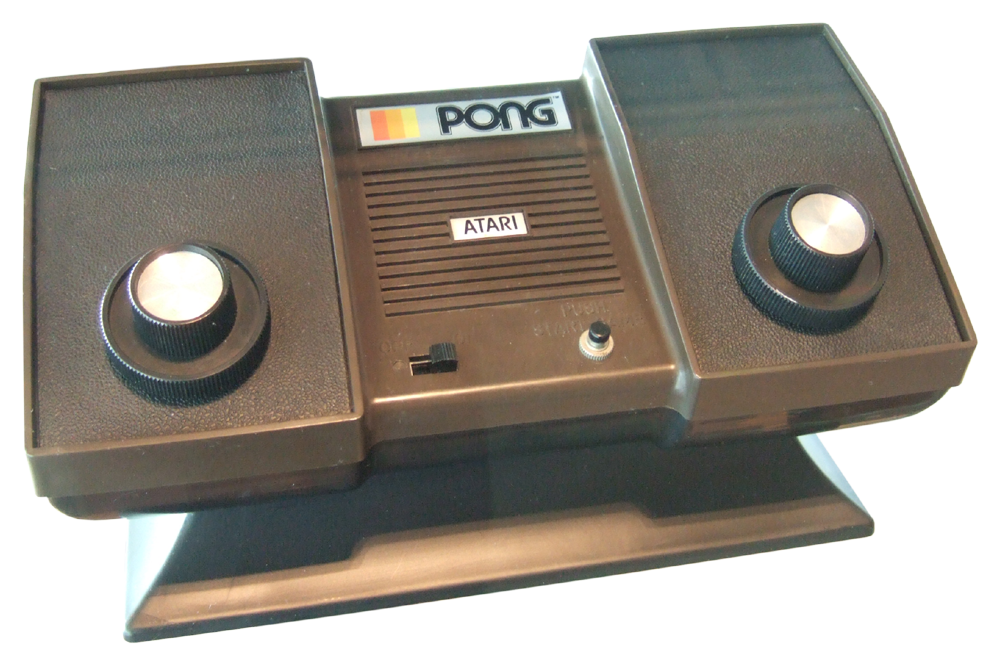
Atari Pong original

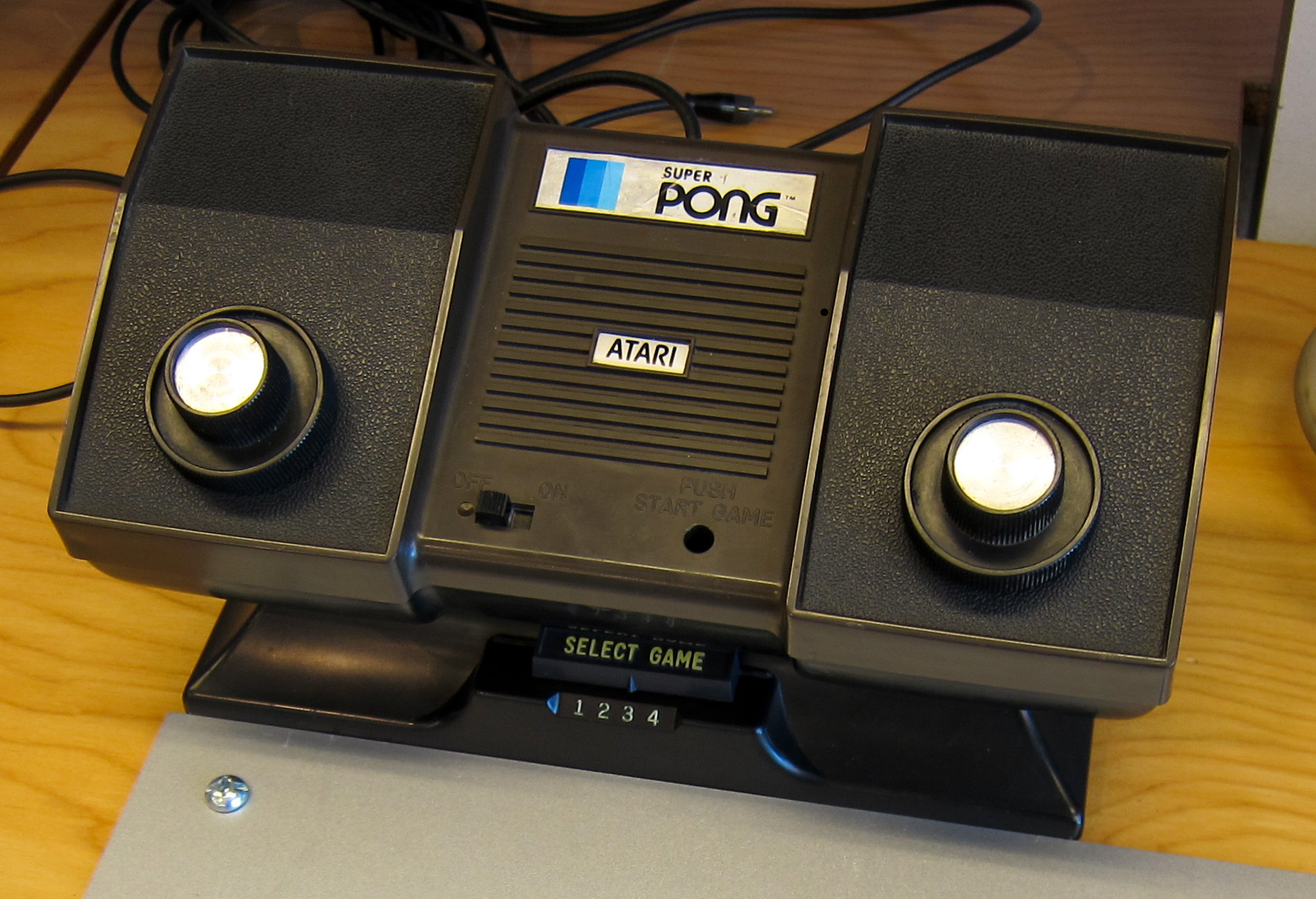
Atari Super Pong

Va haver-hi diversos models de PONG incloent els de Tele-Games:
- - Tele-Games Pong (1975)
  - Atari Pong (1976)
  - Tele-Games Hoquei (1976)
  - Atari Super Pong (1976)
  - Atari Ultra Pong (1976)
  - Tele-Games super Pong (1976)
  - Atari Ultra Pong Doubles (1976)
  - Telegames Pong IV (1976)
  - Atari Super Pong Pro-AM (1977)
  - Atari Super Pong Ten (1977)
  - Super Pong Pro-AM Ten (1977)
  - Atari Video Pinball C-380 (1977)
  - Atari Video Pinball (1977)
  - Tele-Games Pinball Breakaway (1977)
  - Tele-Games Speedaway (1977?)
  - Tele-Games Hockey tennis (1977)
  - Tele-Games Hockey tennis II (1977)
  - Tele-Games Hockey tennis III (1977)
  - Tele-Games Pong Sports IV (1977)
  - Tele-Games Pong Sports IV II (1977)

Atari va vendre més de 55.000 unitats de la consola Pong.